# توربوميكا
توربوميكا (بالإنجليزية: Turbomeca)‏ هي شركة فرنسية، تأسست في 1938. يقع مقرها في البرانيس الأطلسية، فرنسا. هي تابعة لمجموعة سافران. وتصنع توربينات الغاز و محركات توربينية ذات طاقة منخفضة ومتوسطة القدرة لطائرات الهليكوبتر. وتنتج الشركة أيضا بالأضافة الي توربينات الغاز ومحركات للطائرات والصواريخ، توربينات للأستخدامات المدنية والصناعية والوسائل البحرية. أستحوذت مجموعة سنيكما شركة توربوميكا في سبتمبر 2001.

## وصلات خارجية
- الموقع الإلكتروني